# コガネレイシダマシ
コガネレイシダマシ（学名:Cronia aurantiaca） はアッキガイ科に属し、ヒメヨウラク (Ergalatax contract)に近親の巻貝の一種である。

## 外観
比較的上下対称的な紡錘形の2～3cmの貝殻。螺肋は細かい鱗片状で、太くて白い螺肋の間は黒褐色で細かい螺肋が密にめぐらされ、太い縦肋と螺肋の交点には白い瘤状の突起が並ぶ。殻底部には水管溝が短く刻まれ、臍状のひだが殻背面にむかってねじれる。外唇内面には歯状の突起が並ぶ。殻口内面は黄色みを帯びた白色。

## 分布
オーストラリア沿岸とその近海の島嶼の潮間帯ないし浅海。